# Publications Georges Ventillard
Publications Georges Ventillard est un groupe de presse français fondé en 1930. Depuis 2003, le groupe est dirigé par Georges-Antoine Ventillard.

## Histoire du groupe
Né le 23 août 1896 dans le 10e arrondissement de Paris, Georges Louis Édouard Ventillard commence sa carrière en vendant des journaux à la criée. En 1914, il crée l'Agence parisienne de distribution (APD). En 1930, il commence à constituer un groupe de presse en lançant des magazines humoristiques illustrés destinés aux adultes et de bande dessinées destinées à la jeunesse puis en rachetant des périodiques. Il lance d'abord Marius en octobre 1930. Ensuite vient Jeudi en 1931, destiné aux jeunes gens. Avec Le Hérisson lancé en décembre 1936, il poursuit dans la veine humoristique. Avec Jean-Pierre lancé en 1938, il s'adresse aux jeunes garçons, avec un titre qui ne contient que des bandes dessinées. Il rachète Système D et l’Almanach Vermot en 1933. En 1946, Georges Ventillard crée Transports presse, société de messagerie de presse qui sera rachetée plus tard par le groupe Hachette. Il se porte acquéreur ensuite de La Vie parisienne fondée en 1863.
Il meurt brutalement le 3 février 1960 dans le 14e arrondissement de Paris, à l'âge de 63 ans. Son fils Jean-Pierre prend la suite.
Lorsque la Société parisienne d'édition des frères Offenstadt passe sous le contrôle de la maison Ventillard, dans les années 1960, reparaissent alors les personnages de Lili, Aggie et surtout Les Pieds Nickelés. Une nouvelle impulsion est donnée avec la fondation de journaux techniques comme Le Haut-Parleur et l’Électronique pratique, auxquels s'ajoutent plus tard Sono mag, Micro et robots, Telesoft. Dans les années 1990, Paule Ventillard, l'épouse de Jean-Pierre, prend les rênes du groupe. Elle est rejointe par son fils, Georges-Antoine, diplômé de l'Université de Berkeley qui prendra la présidence du groupe en 2009.
Dans les années 2000, le groupe connaît des difficultés financières qui l’amènent à cesser la parution de certaines revues et/ou à céder certains titres. Ainsi, en 2008, à l’occasion d’un apport partiel d’actifs réalisé le 5 juin et finalisé le 4 septembre, les magazines Système D et C’Déco sont transférés à la société PGV Maison, dans laquelle le groupe Média-Participations prend une participation,. Depuis, Système D est édité par Rustica SA, filiale de Média-Participations.  
La même année, l’Almanach Vermot est cédé au groupe Hachette.
En 2011, un procès oppose le groupe aux Éditions Delcourt concernant certains droits de reproduction des Pieds Nickelés, les albums dessinés par Louis Forton, mort en 1934, étant tombés dans le domaine public.